# Chionodoxa
Chionodoxa é um pequeno gênero de plantas com flores perenes bulbosas na família Asparagaceae, subfamília Scilloideae, muitas vezes incluída na Scilla.
Chionodoxa se distingue do gênero estreitamente relacionado Scilla por duas características: as sépalas são unidas em suas bases para formar um tubo, em vez de serem livres; e os estames têm talos (filamentos) achatados que parecem quase como um copo no centro da flor.

## Espécies
- Chionodoxa albescens - Creta
- Chionodoxa forbesii - Sudoeste da Turquia
- Chionodoxa lochiae - Chipre
- Chionodoxa luciliae - Turquia Ocidental
- Chionodoxa nana - Creta
- Chionodoxa sardensis - Turquia Ocidental
- Chionodoxa siehei - Turquia Ocidental
- Chionodoxa tmoli - Turquia Ocidental